# Hans Bennecke

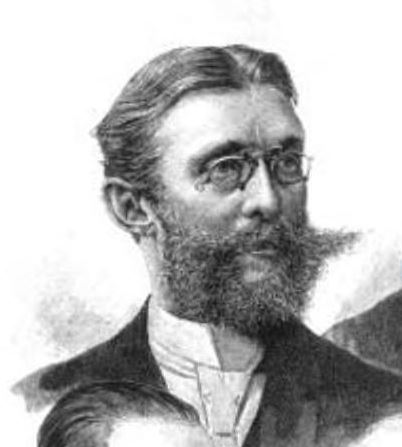
Hans Bennecke

Hans Bennecke (Pseudonym: Johannes Neckebën; * 24. April 1859 in Klostermansfeld; † 4. April 1898 in Nervi) war ein deutscher Rechtswissenschaftler.

## Leben
Der Sohn des Domänenpächters in Klostermansfeld Heinrich Bennecke stammte aus einer angesehenen Landwirtschaftsfamilie. Anfänglich hatte er die Bürgerschule in Mansfeld besucht, wurde später von einem Hauslehrer unterrichtet und hatte 1870 das städtische Gymnasium in Halle (Saale) besucht. 1878 begann er ein Studium der Rechtswissenschaften an der Universität Leipzig, 1879 wechselte er an die Universität Kiel und hatte 1880 an der Universität Halle-Wittenberg seine Studien fortgesetzt. Bereits in Kiel war er seiner Militärpflicht beim Holsteinischen Infanterieregiment Nr. 85 nachgekommen, bei welchem er später Reserveoffizier wurde.
Am 21. Juli 1881 bestand er in Naumburg die erste juristische Prüfung, erhielt in Halle eine Stelle als Referendar und promovierte dort am 29. März 1882 zum Doktor der Rechte. Noch im selben Jahr wurde er am Amtsgericht in Braunfels angestellt und wechselte 1883 an das Landgericht Neuwied. Jedoch war er darum bemüht, einen akademischen Werdegang zu verfolgen. So begab er sich im Juni 1883 an die Universität Marburg, wo Franz von Liszt sein prägender Mentor wurde. Ostern 1884 hatte er seine Habilitation für Strafrecht und Strafprozess absolviert und war folgend als Privatdozent in Marburg tätig.
Am 2. September 1884 verheiratete Bennecke sich in Braunfels an der Lahn mit Anna Pickhardt (* 26. Juli 1864 in Braunfels; † 14. April 1931 in Bonn), einer Tochter des Hofapothekers Friedrich Pickhardt in Braunfels und der Regine Hintze.
Im Wintersemester 1886/87 wechselte Bennecke an die Universität Gießen, wo er am 29. Januar 1887 zum ordentlichen Professor der Rechtswissenschaften ernannt wurde. Ostern 1890 folgte er einem Ruf an die Universität Breslau, wo er 1894 an einem Halsleiden erkrankte. Trotz Erholung befielen ihn 1898 ständig wiederkehrende Blutstürze. Seine Krankheit hatte auch die Lunge infiziert, so dass man ihn auf eigenen Wunsch nach Nervi bei Genua brachte, wo ihm die Luft Linderung verschaffen sollte. Aber statt sich zu erholen, verschlechterte sich sein Gesundheitszustand zunehmend, so dass er dort schließlich starb.
Bennecke hat sich besonders auf dem Gebiet des Strafrechts und des Gefängniswesens hervorgetan.

## Werke
- Das römische, canonische und das deutsche Recht bis zur Mitte des 15. Jahrhunderts . 1. Teil Die strafrechtliche Lehre vom Ehebruch in ihrer historisch-dogmatischen Entwicklung. Marburg 1884, Neudr. Aalen 1971
- Zur Geschichte des deutschen Strafprozesses: Das Strafverfahren nach den holländischen und flandrischen Rechten des XII. und XIII. Jahrhunderts. Marburg 1886
- Lehrbuch des deutschen Reichs-Strafprozessrechts. 1. Bd. 1888, 2. Bd. 1889, 3. Bd. 1890, 4. Bd. 1892, 5. Bd. 1895, 2. Aufl. 1900, Neudr. 2010 (ab der 2. Auflage 1900 zusammen mit Ernst von Beling)
- Ein Vorblick auf das Jahr 2000 oder Ein Tag in einer Strafanstalt des 21. Jahrhunderts. 1891 unter Pseudonym Dr. Johannes Neckebën, Gefängnisswissenschaftlicher Zukunftstraum
- Bemerkungen zur Kriminalistik des Großherzogthums Hessen, besonders zur Statistik des Bettelns und der Landstreicherei. Gießen 1889
- Fälle aus dem Strafprozessrecht zum akademischen Gebrauch. 1895
- Die Ausbildung des Richters im Gefängniswesen. 1895